# Rousserolle stentor
Acrocephalus stentoreus
Espèce
Statut de conservation UICN

 LC  : Préoccupation mineure
La Rousserolle stentor (Acrocephalus stentoreus) est une espèce d'oiseau de la famille des Acrocephalidae vivant du nord-est de l'Afrique et du Proche-Orient à l'Australie.
Cet oiseau est un migrateur partiel : certaines populations sont migratrices

## Description
La rousserolle stentor mesure 19 cm de long. Elle ressemble à la rousserolle effarvatte du nord, mais est plus trapue.

Son chant est mélodieux et puissant d'où son nom de stentor.

## Répartition
Cette espèce niche en Égypte, au Pakistan, en Afghanistan, au nord de l'Inde, en Asie du sud-est et en Australie.

## Habitat
La rousserolle stentor vit dans les marais à papyrus, dans les mangroves et dans les roselières.

## Alimentation
C'est un oiseau insectivore

## Nidification
Son nid est une grande coupe soignée composée de feuilles de roseaux et de matériaux similaires. Il est suspendu près de la surface de l'eau.

## Sous-espèces
D'après Alan P. Peterson, il existe dix sous-espèces :
- Acrocephalus stentoreus amyae du nord de l'Inde, de Thaïlande et de la péninsule indochinoise,
- Acrocephalus stentoreus brunnescens de l'Iran, l'Afghanistan et du nord-ouest de l'Inde,
- Acrocephalus stentoreus celebensis, endémique de Sulawesi,
- Acrocephalus stentoreus harterti, endémique des Philippines,
- Acrocephalus stentoreus lentecaptus, des îles de Lombok et Sumbawa, en Indonésie,
- Acrocephalus stentoreus levantinus,
- Acrocephalus stentoreus meridionalis, endémique de Sri Lanka,
- Acrocephalus stentoreus siebersi, endémique de l'ouest de l'île de Java,
- Acrocephalus stentoreus stentoreus, de l'Égypte et du Sinaï,
- Acrocephalus stentoreus sumbae, des Moluques et de l'île de Sumba.